# 陳宣儒
陳宣儒（1971年—），臺灣高雄小港大林蒲人，舊名陳金燕，筆名田中實加，為紀錄片《灣生回家》監製，並出版同名書籍。父親為大林蒲人，母親是林園人。畢業於高雄市小港區鳳林國民小學。

## 生平
陳宣儒曾在上澤社擔任出版總監及參與編修多本日文參考書。
2014年10月，陳宣儒編寫的《灣生回家》由遠流出版發行；2015年9月出版「全新增訂版」。2015年10月16日，其擔任監製的《灣生回家》紀錄片在臺灣上映。
在2016年陳宣儒以田中櫻代的經歷出版成書，內容講述臺灣日治時期的花蓮移民村故事，並于《我在南方的家》書中加入她過去10年以來的灣生採訪紀錄。然而陳宣儒承認身分造假後，遠流出版公司董事長王榮文在Facebook表達，出版《灣生回家》沒有錯誤，不會收回該書，但可能不會再版；但2017年1月3日，遠流出版公司面對讀者對於《灣生回家》及《我在南方的家》所提出的書籍內容質疑，而表示可以退書或換購等值商品。

## 著作
下列為陳宣儒所編寫過的日文教學書及文學作品：
| 年份   | 書名                                                                               | 出版社               | ISBN               | 備註               |
| ------ | ---------------------------------------------------------------------------------- | -------------------- | ------------------ | ------------------ |
| 2016年 | 《我在南方的家》                                                                   | 遠流出版             | ISBN 9789573278344 |                    |
| 2015年 | 《服務業日語：最能滿足第一線服務業人員的日語教戰手冊，從打招呼到各種場合完全對應》 | 國際學村             | ISBN 9789864540068 | 和松川佳奈合著     |
| 2014年 | 《服務業日語進階話典》                                                             | 外語教學與研究出版社 | ISBN 9787513527903 | 簡體中文           |
| 2014年 | 《灣生回家》                                                                       | 遠流出版             | ISBN 9789573294896 |                    |
| 2011年 | 《接客：服務業日語萬用會話手冊》                                                   | 國際學村             | ISBN 9789866829949 |                    |
| 2010年 | 《日文輕鬆聽》                                                                     | 大新書局             | ISBN 9789866438493 |                    |
| 2008年 | 《台灣卡桑VS日本阿嬤料理PK賽》                                                     | 上澤社               | ISBN 9789866977343 |                    |
| 2007年 | 《用日語玩日本文化》                                                               | 上澤社               | ISBN 9789866977114 | 參與編修日文參考書 |
| 2006年 | 《寵物臉譜》                                                                       | 上澤社               | ISBN 4711402790029 |                    |
| 2005年 | 《這本50音最好用》                                                                 | 上澤社               | ISBN 9789868093621 | 參與編修日文參考書 |
| 2005年 | 《經典日本文學有聲故事集3》                                                        | 上澤社               | ISBN 9789868093638 | 參與編修日文參考書 |
| 2004年 | 《經典日本文學有聲故事集2》                                                        | 上澤社               | ISBN 9789572988541 | 參與編修日文參考書 |
| 2004年 | 《經典日本文學有聲故事集1》                                                        | 上澤社               | ISBN 9789572988534 | 參與編修日文參考書 |
| 2002年 | 《栗子教你說日本語》                                                               | 上澤社               | ISBN 9789868050327 | 和林子裕合著       |

## 爭議

### 假冒灣生後代
陈宣儒原本自称是台日混血、湾生后代，日本名是“田中实加”。
2013年5月24日，前《產經新聞》台北支局長吉村剛史撰文指控陳宣儒並非日本人，當時他認為陳宣儒可能患了堅信自己虛構故事的精神疾病，在報導時特意以「M」隱其姓名（Mika Tanaka），並納悶台灣媒體為何被一個早就被揭穿說謊的人騙；故在《台灣電影2016年》称，陳宣儒並非如電影所述的日本人與灣生後代，而完全是臺灣人。2016年12月，陳宣儒表示，她確實是灣生的後代。陳宣儒在高雄市小港區大林蒲老家鄰居称，陳宣儒父親是在地的大林蒲人，母親是林園區人，是在高雄長大。
2017年元旦，陳宣儒發表聲明稿承認身分造假，她是台灣人、本名為陳宣儒，其所稱外婆田中櫻代只是高中三年級時在高雄車站巧遇的路人。吉村剛史認為，陳宣儒的聲明稿破綻連連。

### 冒用他人創作素材
2016年12月，陳宣儒原本以資助紀錄片為名「義賣」的畫作，被发现實際上是使用電腦將其他名家的作品加以影像處理略作修改而成；之後陳宣儒在其個人臉書頁面為「盜圖」行為致歉。陳芳明称其利用人的善良進行欺騙，為最險惡的行為。同時書籍與電影之間的關係也有爭議，紀錄片導演黃銘正於2016年12月24日表示，出資方陳宣儒並無參與拍攝工作，她只參加過日本高崎的清水奶奶葬禮，書中部分內容是來自影片拍攝後採訪人物的日文翻譯稿，且未經允許就使用了採訪照片。

## 評論
- 楊渡：看到《灣生回家》作者田中實加被爆不是日本人，而遭到連串批判，甚至出版社也被批作假，我心中只想到一部拍攝於1981年的電影《假如我是真的》。……「回到田中實加吧，她只是一個悲哀的『假日本人』，一個想當日本人想瘋了的台灣人，這樣的人，在台灣社會還少嗎？這個國家和這個政府，如果核災食品都想進口，那面對田中實加的『變形記』，又有什麼可駭異的？它只是一個沒擺脫二等公民意識的殖民地社會的傷痕之再現而已。」
- 陳芳明在其臉書表示陳宣儒的假冒是對台灣史的巨大傷害。[23][24]
- 周韻采：「試想，如果沒有田中實加這樣虛構的日本望族，牽繫我們想望著照片中清麗脫俗的田中櫻代，灣生的酷難史實真能帶出《灣生回家》電影海報上絢麗而悽愴的文案，觸動台灣人的心，賺進大把的眼淚與文創收益嗎？在這台灣版的《神鬼交鋒》中，誰是詐騙者，誰又是受害者呢？如果有人願意剝開騙局表象背後的事實，寫成原著劇本，或許真能勇奪金馬獎最佳原著劇本獎，畢竟假灣生比真灣生還要精采！」[25]
- 楊翠：「報導文學必須兼具文學的藝術性與真實性，陳宣儒（田中實加）將自身欺瞞的身世『報導』進故事裡，就不符合報導文學的理念。」[26]
- 張大春：「一個閱讀教養能夠充分展開，我認為這一類的事情，在第一時間應該就會有更多的聲音，更多檢驗的聲音。」[27][23]張大春也說社會不需獵巫陳宣儒個人，畢竟她以作品喚起大眾對灣生議題的關注。[23]